# Сходимость по Чезаро
Сходимость по Чезаро — семейство обобщений понятия сходимости числовых и функциональных рядов, введённое итальянским математиком Эрнесто Чезаро.
Эти сходимости имеют многочисленные приложения в теории рядов Фурье и других вопросах.
Тип сходимости зависит от параметра k.
Изначально сходимость была определена Чезаро для целых положительных значений параметра k и применена ко множеству рядов.
Позднее понятие сходимости по Чезаро было расширено на произвольные значения k, в том числе и на комплексные.

## Определение
Ряд {\displaystyle \sum _{n=1}^{\infty }a_{n}} называется сходящимся по Чезаро порядка k или (C, k)-сходящимся с суммой S, если
{\displaystyle \lim _{n\to \infty }{\frac {A_{n}^{k}}{E_{n}^{k}}}=S,}
где {\displaystyle A_{n},E_{n}} определяются как коэффициенты разложения
{\displaystyle \sum _{n=0}^{\infty }A_{n}^{\alpha }x^{n}={\frac {\displaystyle \sum _{n=0}^{\infty }a_{n}x^{n}}{(1-x)^{1+\alpha }}},}
{\displaystyle \sum _{n=0}^{\infty }E_{n}^{\alpha }x^{n}=(1-x)^{-1-\alpha }.}

## Свойства
При k = 0 сходимость по Чезаро является обычной сходимостью ряда, при k = 1 ряд является сходящимся с суммой S, если {\displaystyle \lim _{n\to \infty }{\frac {1}{n}}\sum _{j=1}^{n}s_{j}=S,} где {\displaystyle s_{j}=a_{1}+\dots +a_{j}} — частичные суммы ряда.
Методы (C, k) нахождения суммы ряда являются полностью регулярными при {\displaystyle k\geqslant 0} и не являются регулярными при {\displaystyle k<0}. Сила метода возрастает с увеличением k: если ряд является сходящимся для k, то он является сходящимся с той же суммой для k´ при k´ > k > −1.
При k < −1 это свойство не сохраняется.
Если ряд {\displaystyle \sum _{n=1}^{\infty }a_{n}} является (C, k)-сходящимся, то {\displaystyle a_{n}=o(n^{k})}.
Сходимость по Чезаро (C, k) равносильна и совместима со сходимостью Гёльдера (H, k) и Риса (R, n, k) (при k > 0). При любом k > −1 метод (C, k) слабее метода Абеля.

## Пример
Пусть an = (−1)n+1 для n ⩾ 1. То есть, {an} является последовательностью
{\displaystyle 1,-1,1,-1,\ldots .}
Последовательность частичных сумм {sn} имеет вид
{\displaystyle 1,0,1,0,\ldots ,}
и очевидно, что данный ряд не сходится в привычном понимании. Зато членами последовательности {(s1 + … + sn)/n} являются
{\displaystyle {\frac {1}{1}},\,{\frac {1}{2}},\,{\frac {2}{3}},\,{\frac {2}{4}},\,{\frac {3}{5}},\,{\frac {3}{6}},\,{\frac {4}{7}},\,{\frac {4}{8}},\,\ldots ,}
и в общей сложности
{\displaystyle \lim _{n\to \infty }{\frac {s_{1}+\dots +s_{n}}{n}}=1/2.}
Поэтому ряд {\displaystyle \sum _{n=1}^{\infty }a_{n}} является сходящимся по Чезаро с параметром 1 и его сумма равна 1/2.